# Piteå södra landsfiskalsdistrikt
Piteå södra landsfiskalsdistrikt var 1918-1953 ett landsfiskalsdistrikt i Norrbottens län, bildat när Sveriges indelning i landsfiskalsdistrikt trädde i kraft den 1 januari 1918, enligt beslut den 7 september 1917. Den 1 oktober 1953 (enligt beslut den 25 september 1953) upphörde distriktet genom sammanslagning av landsfiskalsdistrikten Piteå norra och Piteå södra till ett, benämnt Piteå landsfiskalsdistrikt. I det nya Piteå distrikt skulle vara anställda två landsfiskaler, varav den ena skulle vara polischef och åklagare och den andre skulle vara utmätningsman.
Landsfiskalsdistriktet låg under länsstyrelsen i Norrbottens län.

## Ingående områden
Den 1 januari 1919 (enligt beslut den 26 september 1918) överfördes de söder om Pite älv belägna byarna Sikfors med Borgfors, Selsborg, Kullen, Skomanstjälen, Storträsk och Bäcknäs till Piteå norra landsfiskalsdistrikt.

### Från 1918
- Hortlax landskommun
- Del av Piteå landskommun: Delen söder om Pite älv.[3]

### Från 1919
- Hortlax landskommun
- Del av Piteå landskommun: Delen söder om Pite älv förutom de söder om Pite älv belägna byarna Sikfors med Borgfors, Selsborg, Kullen, Skomanstjälen, Storträsk och Bäcknäs som tillhörde Piteå norra landsfiskalsdistrikt.[3]